# Sprytna wrona
Sprytna wrona (ros. Хитрая ворона) – radziecki krótkometrażowy film animowany z 1980 roku w reżyserii Galiny Barinowej.

## Obsada (głosy)
- Zinaida Naryszkina
- Igor Jasułowicz

## Animatorzy
Tatjana Pomierancewa, Siergiej Diożkin, Galina Zołotowska, Olga Orłowa, Galina Zebrowa

## Wersja polska
- Wersja polska: Studio Opracowań Filmów w Łodzi
- Reżyseria: Czesław Staszewski
- Dialogi: Alicja Karwas
- Dźwięk: Anatol Łapuchowski
- Montaż: Henryka Gniewkowska
- Kierownictwo produkcji: Edward Kupsz

Źródło: